# Prisme en toit d'Amici
Pour les articles homonymes, voir Amici.
Ne doit pas être confondu avec Prisme d'Amici.

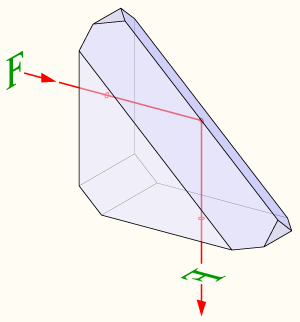
Schéma de principe de la formation d'une image par un prisme en toit d'Amici.

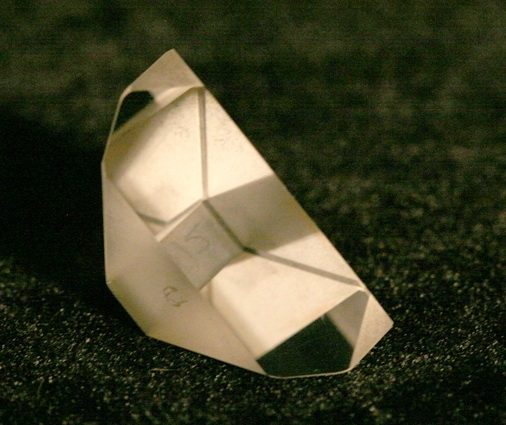
Photo d'un prisme en toit d'Amici utilisé dans les télescopes.

Le prisme en toit d'Amici est un prisme déflecteur utilisé pour dévier un faisceau lumineux de 90° tout en inversant l'image. La configuration du prisme en toit d'Amici est celle d'un prisme à angle droit dont on aurait remplacé l’hypoténuse par un « toit » à angle droit permettant une réflexion interne. Ce prisme tire son nom de l'astronome Giovanni Amici.
Le prisme en toit d'Amici est utilisé dans les instruments de surveillance mais aussi en microlithographie, où c'est une version à miroir du prisme d'Amici qui est utilisée.
Le faisceau lumineux entrant dans le prisme par l'une des faces est ensuite reflété totalement par le « toit », puis le faisceau ressort par la deuxième face du prisme. Le prisme peut être utilisé comme séparateur de faisceau dès lors que le faisceau une fois transmis est séparé par le toit en arrivant sur l'arête, chaque portion du faisceau subissant une réflexion totale. Il peut être aussi simplement utilisé comme déviateur de faisceau si le faisceau arrive entier sur l'une des faces du toit et est reflété successivement sur les deux faces du toit. Le premier cas demande une précision pour l'angle du toit de quelques arcsecondes seulement, donnant à l'élément un coût prohibitif.